# Omar D. Conger

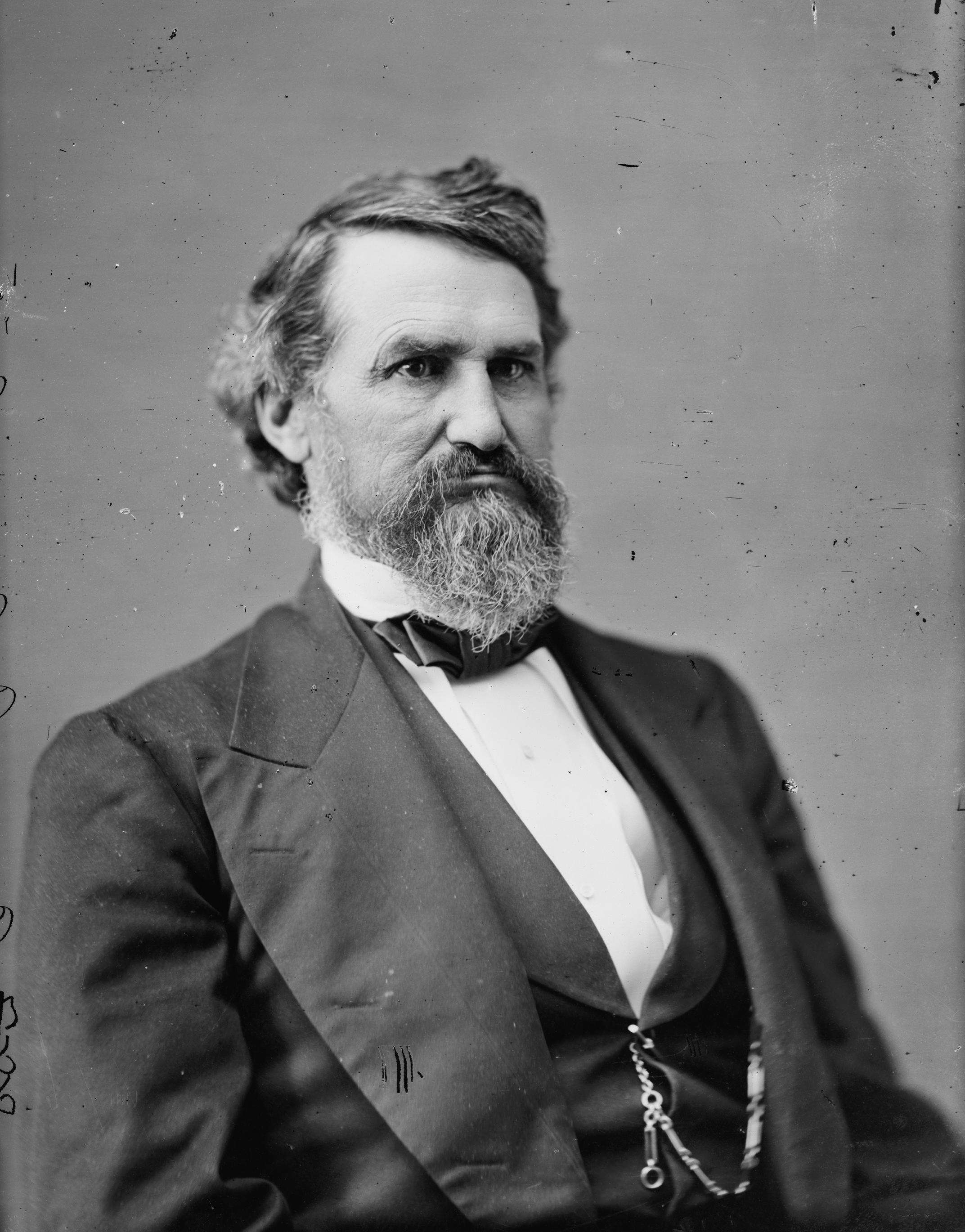
Omar D. Conger

Omar Dwight Conger (* 1. April 1818 in Cooperstown, New York; † 11. Juli 1898 in Ocean City, Maryland) war ein US-amerikanischer Politiker (Republikanische Partei), der den Bundesstaat Michigan in beiden Kammern des Kongresses vertrat.
Der im Staat New York geborene Omar D. Conger zog mit seinem Vater, einem Geistlichen, 1824 nach Ohio, wo sich die beiden im Huron County niederließen. Nach dem Schulbesuch machte er 1841 seinen Abschluss am Western Reserve College in Hudson. Vor seinem Einstieg ins Berufsleben nahm er zwischen 1845 und 1847 an geologischen Expeditionen zu den Kupfer- und Eisengebieten rund um den Lake Superior teil. 1848 wurde er als Anwalt in Port Huron (Michigan) tätig. 1850 wurde er zum Richter des Gerichtshofs im St. Clair County gewählt.
Politisch betätigte sich Conger ab 1855 als Abgeordneter im Senat von Michigan, was er bis 1859 blieb; in seinem letzten Amtsjahr war er dort der Präsident pro tempore. Während des Bürgerkrieges gehörte er der staatlichen Militärbehörde im Rang eines Colonel an. 1864 vertrat er Michigan im Electoral College, das Abraham Lincoln als US-Präsident wiederwählte; zwei Jahre darauf war er Mitglied des Verfassungskonvents von Michigan.
Am 4. März 1869 nahm Conger seinen Dienst im US-Repräsentantenhaus auf. Er wurde fünfmal wiedergewählt und verblieb bis zum 3. März 1881 in der Parlamentskammer. Am 2. November 1880 erfolgte auch die sechste Wiederwahl, doch zur im folgenden März beginnenden Sitzungsperiode trat Conger in dieser Funktion schon nicht mehr an, weil ihn die Staatslegislative von Michigan am 18. Januar 1881 zum US-Senator wählte. Er beendete seine Amtszeit im Repräsentantenhaus und saß ab dem 4. März 1881 für sechs Jahre im Senat. 1886 wurde er von seiner Partei nicht mehr zur Wiederwahl nominiert. Während seiner Zeit im Senat war er Vorsitzender dreier Ausschüsse, unter anderem des Committee on Manufactures (heute: Committee on Commerce, Science and Transportation).
Nach seinem Abschied aus dem Kongress arbeitete Omar Conger als Anwalt in Washington. Er starb 1898 und wurde in Port Huron beigesetzt.